# Syrphoctonus impolitus
Syrphoctonus impolitus là một loài tò vò trong họ Ichneumonidae.